# Pleomassaria
Pleomassaria är ett släkte av svampar som beskrevs av Carlo Luigi (Carlos Luis) Spegazzini. Pleomassaria ingår i familjen Pleomassariaceae, ordningen Pleosporales, klassen Dothideomycetes, divisionen sporsäcksvampar och riket svampar.
Kladogram enligt Dyntaxa:
| Pleomassaria | \| \| Pleomassaria carpini \| \| \| \| |
|              | \| \| Pleomassaria carpini \| \| \| \| |
|              | Asteromassaria                         |
|              |                                        |
|              | Peridiothelia                          |
|              |                                        |
|              | Splanchnonema                          |
|              |                                        |
|              | Pleomassaria carpini                   |
|              |                                        |

|  | Pleomassaria carpini |
|  |                      |